# Saint-Loup-sur-Aujon
Saint-Loup-sur-Aujon település Franciaországban, Haute-Marne megyében. Lakosainak száma 129 fő (2022. január 1.). Saint-Loup-sur-Aujon Arbot, Aulnoy-sur-Aube, Bay-sur-Aube, Giey-sur-Aujon, Rochetaillée, Ternat és Vauxbons községekkel határos.

## Népesség
A település népessége az elmúlt években az alábbi módon változott:
| Lakosok száma | 105  | 196  | 180  | 158  | 154  | 147  | 142  | 129  | 129  | 129  |
|               | 1968 | 1982 | 1990 | 2006 | 2013 | 2015 | 2017 | 2019 | 2020 | 2022 |